# Niclas Kvarnström (diplomat)
Eric Niclas Kvarnström, född 13 februari 1975, är en svensk diplomat och sedan den 28 juli 2025 Sveriges nationelle säkerhetsrådgivare.

## Biografi
Kvarnström tog 1997 en bachelor-examen vid University of Oxford i modern och klassisk kinesiska, kinesisk litteratur samt statsvetenskap och ekonomi. Hans examen omvärderades 2000 till en masters-examen.
Mellan 1997 och 2000 arbetade han som finansiell analytiker vid banken Goldman Sachs. År 2001 började han arbeta för utrikesdepartementet med politiska och ekonomiska relationer med Kina, och var sedan mellan 2002 och 2005 förste sekreterare vid svenska ambassaden i Peking. Mellan 2008 och 2012 var han placerad vid FN i New York med ansvar för nedrustnings- och icke-spridningsfrågor. Mellan 2012 och 2015 var han rådgivare vid Wallenberg Foundations.
År 2015 gick Kvarnström över till UD och blev kampanjledare för Sveriges kandidatur till FN:s säkerhetsråd, där Sverige i januari 2017 blev en av medlemsstaterna under 2017/18. Han kritiserades 2018 för att ha raderat viss mail-konversation från kampanjen. Mellan 2016 och 2018 var han departementsråd och biträdande enhetschef för enheten för Östeuropa och Centralasien.
Mellan 2018 och 2021 var han Sveriges ambassadör i Singapore, och var sedan mellan 2021 och 2023 enhetschef vid UD för Asien och Stilla havs-området. Mellan 2023 och 2025 var han ledare för ett internationellt team inom EU:s utrikestjänst (European External Action Service), ansvarig för Asien och Stilla havs-området.
I juli 2025 utsågs Kvarnström till nationell säkerhetsrådgivare med tillträde den 28 juli 2025.

### Familj
Niclas Kvarnström är gift och har fyra barn.